# Rebel Music
Rebel Music is een compilatiealbum van de Jamaicaanse reggaegroep Bob Marley & The Wailers, uitgebracht in 1986. Het bevat vooral nummers van de albums Natty Dread, Rastaman Vibration en Survival en een exclusieve remix van "Rebel Music (3 O'Clock Roadblock)". Het is de eerste verschijning op een album van de B-kant "Roots" uit 1977. De geremasterde cd-versie bevat als bonustrack "Wake Up and Live (Parts 1&2)". Beide delen van dit nummer waren al verschenen op beide kanten van een zeldzame single uit 1979 en werden voor Rebel Music gemixt tot één nummer.

## Nummers

### Originele uitgave
| Nr. | Titel                                          | Duur |
| --- | ---------------------------------------------- | ---- |
| 1.  | Rebel Music (3 O'Clock Roadblock) (1986 remix) | 6:44 |
| 2.  | So Much Trouble in the World                   | 4:00 |
| 3.  | Them Belly Full (But We Hungry)                | 3:10 |
| 4.  | Rat Race                                       | 2:50 |
| 5.  | War/No More Trouble (live)                     | 5:20 |

| Nr. | Titel                   | Duur |
| --- | ----------------------- | ---- |
| 1.  | Roots                   | 3:43 |
| 2.  | Slave Driver            | 2:54 |
| 3.  | Ride Natty Ride         | 3:50 |
| 4.  | Crazy Baldhead          | 3:05 |
| 5.  | Get Up, Stand Up (live) | 6:19 |

### Bonustrack cd-versie
| Nr. | Titel                        | Duur |
| --- | ---------------------------- | ---- |
| 11. | Wake Up and Live (Parts 1&2) | 6:41 |

Bob Marley · Junior Braithwaite · Beverley Kelso · Bunny Wailer · Peter Tosh · Cherry Smith · Constantine "Vision" Walker · Earl "Chinna" Smith · Aston Barrett · Joe Higgs · Earl Lindo · Carlton Barrett · Al Anderson · Alvin Patterson · Junior Marvin · Donald Kinsey · Tyrone Downie · I Threes (Rita Marley · Marcia Griffiths · Judy Mowatt)